# Savi (Benin)
Savi ist ein Arrondissement im Departement Atlantique in Benin. Es ist eine Verwaltungseinheit, die der Gerichtsbarkeit der Kommune Ouidah untersteht. Gemäß der Volkszählung von 2013 hatte Savi 9785 Einwohner, davon waren 4890 männlich und 4895 weiblich.

## Geographie
Das Arrondissement setzt sich aus acht Dörfern zusammen:
1. Adjohoundja-Monso
2. Assogbénou-Daho
3. Bossouvi
4. Dèkouènou
5. Houéyiho
6. Minantinkpon
7. Ouèssè
8. Savi-Houéton

## Infrastruktur
Die Nationalstraße RN1 führt in südlicher Richtung nach Ouidah, in nördlicher Richtung über Gakpè in die Kommune und das gleichnamige Arrondissement Tori-Bossito.